# Chrysozephyrus surioia
Chrysozephyrus surioia är en fjärilsart som beskrevs av Robert Christopher Tytler 1915. Chrysozephyrus surioia ingår i släktet Chrysozephyrus och familjen juvelvingar. Inga underarter finns listade i Catalogue of Life.